# چلییه (گاجین خان)
چلییه (به صربی: Ćelije) یک روستا در صربستان است که در Gadžin Han واقع شده‌است.